# L'École des parents
L'École des parents est une revue française consacrée à l'éducation, fondée en 1949 par l'association du même nom.